# Marie Bay
Marie Bay är en vik i Kanada.   Den ligger i territoriet Northwest Territories, i den norra delen av landet, 3 900 km nordväst om huvudstaden Ottawa.
Trakten runt Marie Bay består i huvudsak av gräsmarker. Trakten runt Marie Bay är nära nog obefolkad, med mindre än två invånare per kvadratkilometer.